# Észt Wikipédia
Az észt Wikipédia (észt nyelven Eestikeelne Vikipeedia) a Wikipédia projekt észt nyelvű változata, egy szabadon szerkeszthető internetes enciklopédia. 2002 júliusában indult és 2009 májusában már több mint 63 000 szócikket tartalmazott.
Több mint 16 000 szerkesztője közül 30 rendelkezett adminisztrátori jogosultságokkal.

## Mérföldkövek
- 2002. július 24. - Elindul az észt Wikipédia.
- 2005. május 15. - Elkészült a 10 000. szócikk.
- 2008. június 4. - Elkészült az 50 000. szócikk.
- 2012. augusztus 25. - Elkészült a 100 000. szócikk.
- Jelenlegi szócikkek száma:
- 208 256 (2020. május 1.)
- 240 000 (2023. október 22.)

## Külső hivatkozások
- Észt Wikipédia